# UNITE HERE
UNITE HERE est un syndicat américain aux États-Unis et Canada, membre de Change to Win.
Il est fondé en 2004 par la fusion des syndicats Union of Needletrades, Industrial, and Textile Employees (UNITE) et Hotel Employees and Restaurant Employees Union (HERE). Bruce S. Raynor, l'ancien président de UNITE, devient le président du nouvel ensemble, lors de sa création. John L. Wilhelm, l'ancien président de HERE, dirige la branche hospitalière. Le nouveau syndicat compte environ 440 000 membres, principalement dans l'hôtellerie, la restauration, la confection-textile, la blanchisserie, la livraison et les jeux.

## Historique
UNITE HERE est fondé en 2004 par la fusion des syndicats Union of Needletrades, Industrial, and Textile Employees (UNITE) et Hotel Employees and Restaurant Employees Union (HERE). Bruce Raynor, alors président de UNITE, et John W. Wilhelm de HERE sont devenus des amis proches après s'être rencontrés sur un piquet de grève de HERE à l'université de Yale en 2003. Les deux hommes décident de fusionner leur organisation syndicale respective. UNITE HERE naît en 2004 de la fusion de UNITE et de HERE,,,,. L'idée de la fusion est que UNITE est riche mais perd un nombre important de membres, tandis que HERE a peu de liquidités mais un grand nombre de membres. Présidé par Bruce S. Raynor, le syndicat compte environ 440 000 membres actifs.
En 2005, UNITE HERE se retire de la Fédération américaine du travail - Congrès des organisations industrielles (en anglais : American Federation of Labor - Congress of Industrial Organizations, AFL-CIO), et a rejoint la fédération Change to Win. En mai 2009, le président du syndicat, Bruce Raynor (originaire de UNITE), quitte UNITE HERE, emmenant avec lui de nombreux syndicats locaux et entre 105 000 et 150 000 membres, principalement des travailleurs de l'habillement, ainsi qu'une banque détenue par les travailleurs, Amalgamated Bank. Le 17 septembre 2009, UNITE HERE annonce sa réaffiliation à l'AFL-CIO.
Lors du Labor Day de 2024, 10 000 employés du secteur de l'hôtellerie se sont mis en grève aux États-Unis. Ils appartiennent aux chaînes hôtelières Hilton, Hyatt et Marriott et se plaignent d'un mouvement de réduction des effectifs depuis la pandémie de Covid-19 en 2020.